# Myrmarachne macrognatha
Myrmarachne macrognatha este o specie de păianjeni din genul Myrmarachne, familia Salticidae. A fost descrisă pentru prima dată de Thorell, 1894. Conform Catalogue of Life specia Myrmarachne macrognatha nu are subspecii cunoscute.